# Dactylobiotus kansae
Espèce
Dactylobiotus kansae est une espèce de tardigrades de la famille des Murrayidae.

## Distribution
Cette espèce est endémique du Kansas aux États-Unis.

## Étymologie
Son nom d'espèce lui a été donné en référence au lieu de sa découverte, le Kansas.

## Publication originale
- Beasley, Miller & Shively, 2009 : A new freshwater Tardigrada Dactylobiotus kansae sp n. (Eutardigrada: Parachela: Murrayidae) from Kansas, USA. Proceedings of the Biological Society of Washington, vol. 122, no 4, p. 460-463.